# Graugesicht-Sumbakauz
Der Graugesicht-Sumbakauz oder Kleine Sumbakauz (Ninox sumbaensis) ist eine Eulenart aus der Gattung der Buschkäuze. Sein Vorkommen ist auf die indonesische Insel Sumba beschränkt.

## Merkmale
Ein einzelnes Exemplar hatte eine Länge von 23 Zentimetern und ein Gewicht von 90 Gramm. Die Oberseite ist graubraun mit feinen weißlichen Bändern und Flecken und großen weißlichen Bereichen auf den Schulterfedern. Die rötlich grauen Hand- und Armschwingen haben dunkelgraue Bänder, der graubraune Schwanz dunkelbraune Binden. Die Kehle ist rotbraun mit dunklen Kritzeln, die Unterseite bräunlich weiß mit feinen dunklen winkelförmigen Abzeichen. Die Augen sind gelb, die Augenbrauen weißlich, der Schnabel ist grünlich gelb, die Wachshaut gelb. Die Beine sind befiedert, die gräulich gelben, beborsteten Zehen haben gelbliche Krallen mit schwärzlicher Spitze.
Der sympatrische Sumbakauz (Ninox rudolfi) hat braune Augen, oberseits eine dichte weiße Fleckung und Bänderung und unterseits eine rotbraune Streifung. Auch die Stimme ist anders.

## Lebensweise
Der Graugesicht-Sumbakauz bewohnt Primärwälder und Sekundärwälder und meidet offenes Gelände außerhalb des Waldes. Der Ruf besteht aus einzelnen Flötentönen, die alle zwei bis drei Sekunden wiederholt werden.

## Verbreitung
Die Art lebt endemisch auf der Kleinen Sundainsel Sumba.